# Rudnik (Gornji Milanovac)
Pour les articles homonymes, voir Rudnik.
Rudnik (en serbe cyrillique : Рудник) est une localité de Serbie située dans la municipalité de Gornji Milanovac, district de Moravica. Au recensement de 2011, elle comptait 1 440 habitants.
Rudnik est officiellement classée parmi les villages de Serbie

## Géographie

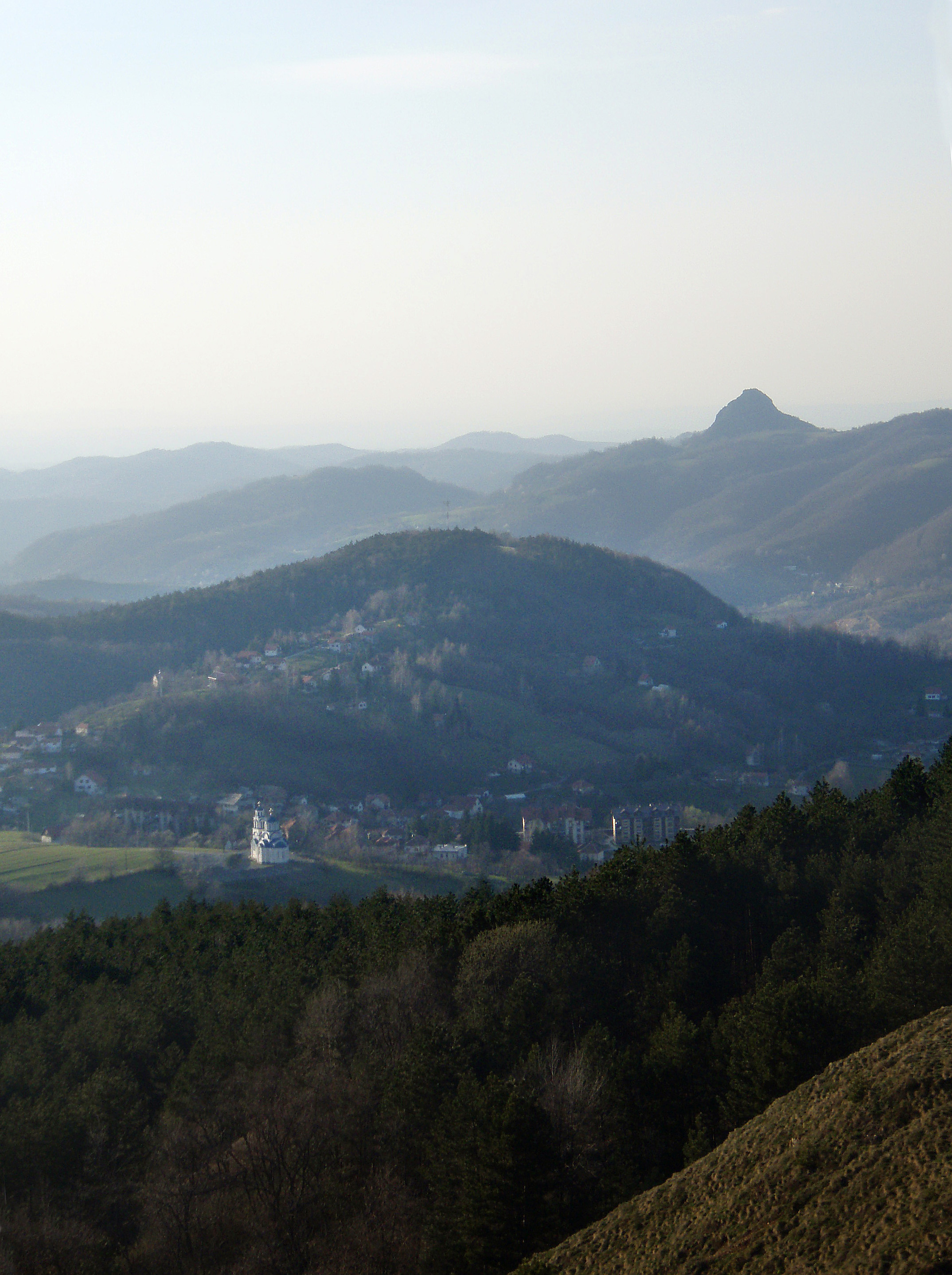
Vue générale de Rudnik

## Histoire

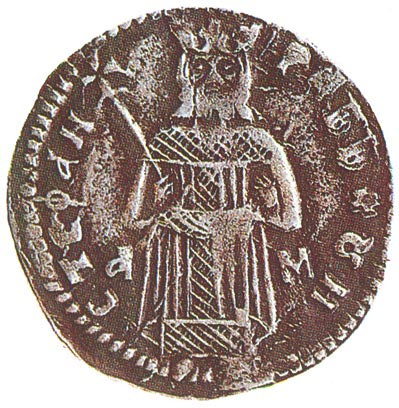
Dinar serbe, datant du roi Stefan Dragutin

Rudnik tient son nom du mont Rudnik ; en serbe, il signifie « la mine ». Les premiers dinars serbes, remontant au roi Stefan Dragutin, ont été forgés à Rudnik au XIVe siècle.

## Démographie

### Évolution historique de la population
| 1948  | 1953  | 1961  | 1971  | 1981  | 1991  | 2002  | 2011  |
| ----- | ----- | ----- | ----- | ----- | ----- | ----- | ----- |
| 1 314 | 1 535 | 1 869 | 1 854 | 1 983 | 1 811 | 1 706 | 1 440 |

|  |